# Cattedrale di Santa Maria della Neve
La cattedrale di Santa Maria della Neve è il principale luogo di culto cattolico di Nuoro, cattedrale della diocesi di Nuoro.
Sorge in piazza Santa Maria della Neve ed è dedicata alla Madonna della Neve, patrona di Nuoro, il cui culto è strettamente legato alla Basilica di Santa Maria Maggiore a Roma.

## Storia
Nel 1779, con la bolla Eam inter Coeteras, il papa Pio VI ricostruiva l'antica diocesi di Galtellì, abolita dal papa Alessandro VI nel 1496. Tuttavia l'antico borgo era ormai inadatto ad ospitare la sede vescovile, e la scelta della nuova sede cadde su Nuoro, già sede di pievania da secoli, prima nell'antichissima chiesa di Sant'Emiliano (o Mamiliano, o Giuliano) nel rione di Séuna, e successivamente nella chiesa di Santa Maria ad Nives (già attestata nella prima metà del XVI secolo). Questa chiesa, all'inizio del XIX secolo, venne giudicata inadatta alle funzioni che doveva espletare, per cui il vescovo Giovanni Maria Bua decretò che venisse demolita per costruirne una nuova. Il progetto del nuovo tempio fu affidato al frate architetto Antonio Cano (Sassari, 1779 - Nuoro, 1840).
La posa della prima pietra avvenne il 12 novembre 1836.
I lavori, rallentati nel 1840 dalla morte accidentale del Cano, precipitato dai ponteggi, terminarono nel 1853. La cattedrale fu poi consacrata solennemente il 3 luglio 1873 dal nuovo vescovo Salvatore Angelo Demartis.

## Descrizione

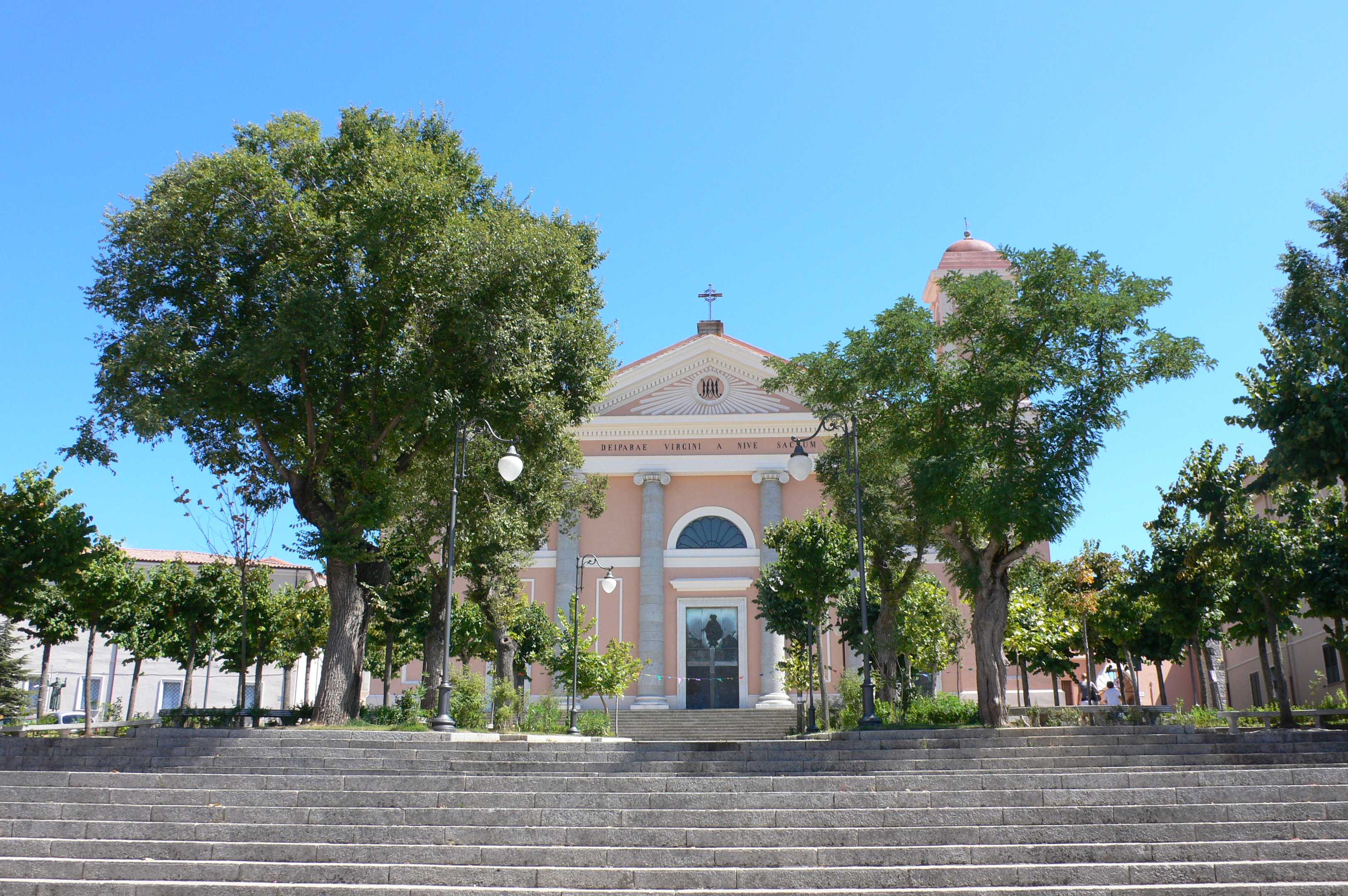
Esterno

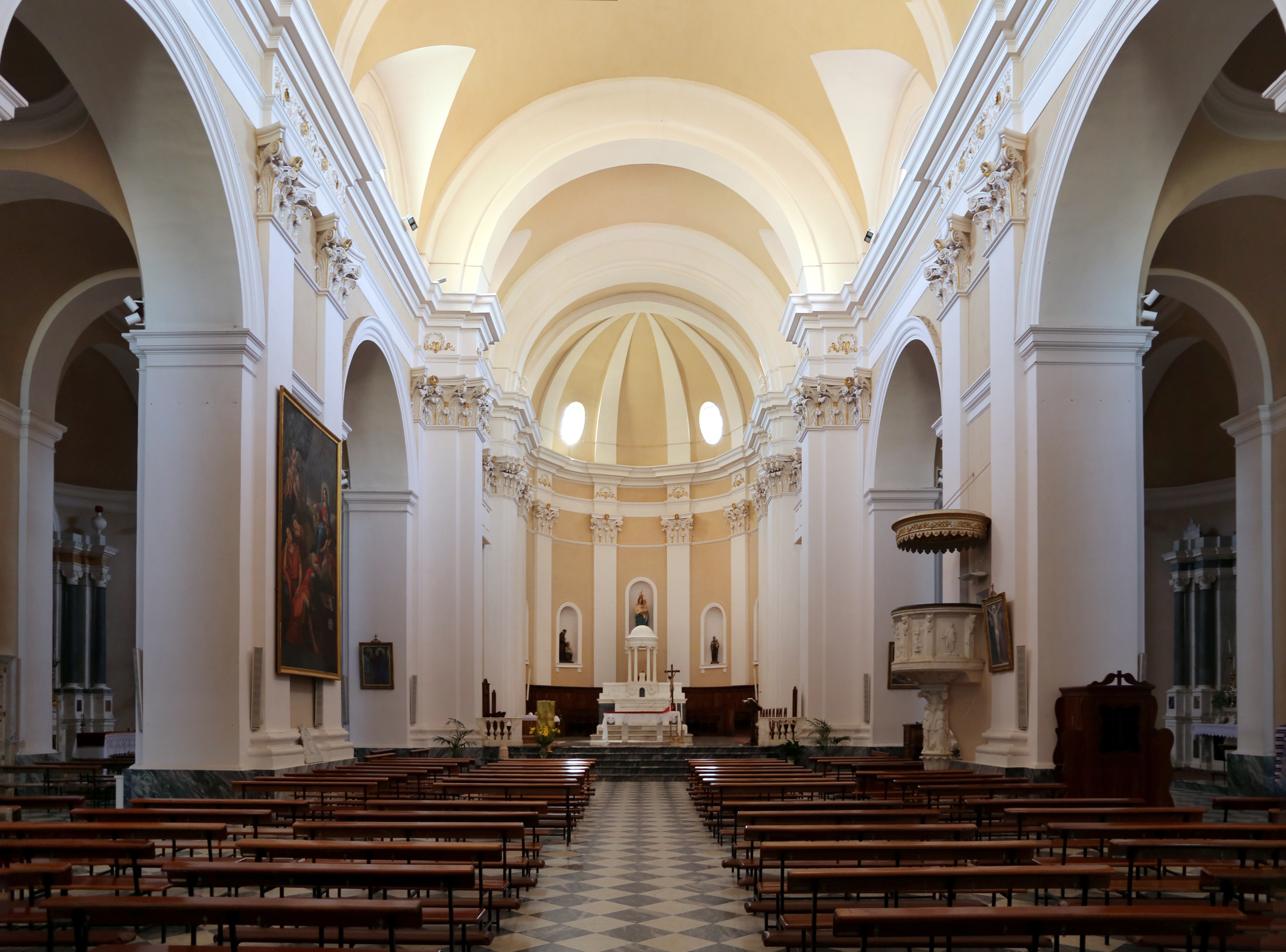
Interno

La cattedrale di Nuoro è un edificio monumentale, in stile neoclassico, che si affaccia su una vasta piazza del centro storico cittadino.
La facciata ricorda un tempio di età classica, con quattro imponenti semicolonne in granito e capitelli ionici che reggono il timpano triangolare. Il prospetto è incorniciato da due campanili identici, coperti alla sommità da una piccola cupola.
L'interno è ampio e solenne, con un'unica, vasta navata voltata a botte. Il perimetro della chiesa è percorso da una trabeazione retta da paraste con capitelli corinzi.
Nella navata si aprono tre cappelle per lato, intercomunicanti e dotate di absidi semicircolari; gli ampi spazi tra una cappella e l'altra creano l'effetto di navatelle laterali.
L'area presbiteriale è sopraelevata di pochi gradini rispetto all'aula e originariamente chiusa da una balaustra marmorea, rimossa in seguito ai restauri operati tra il 2000 e il 2006; sul fondo si trova l'abside semicircolare, dov'è collocato il coro ligneo.

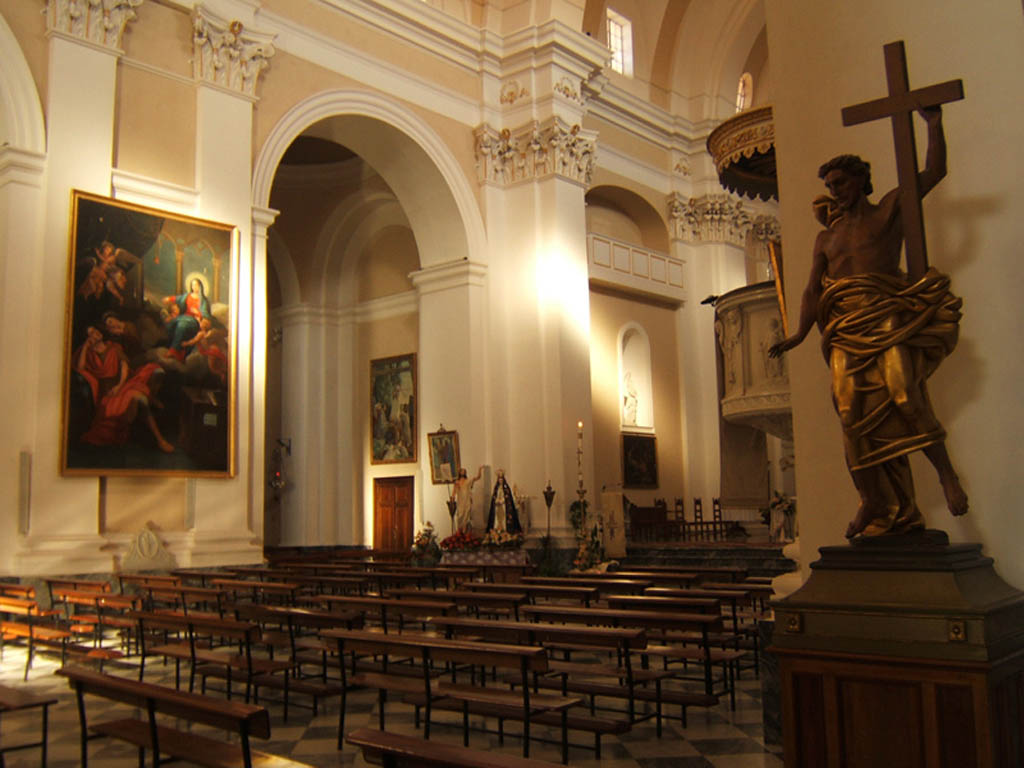
Interno

All'interno nel presbiterio è presente una tela per lungo tempo attribuita ad Alessandro Tiarini, pittore seicentesco allievo dei Carracci, raffigurante il Cristo morto. Tale attribuzione è stata successivamente smentita, riportando il dipinto a un ignoto autore neoclassico dell'Ottocento. Il resto delle decorazioni pittoriche interne alla Chiesa fa riferimento alla scuola pittorica sarda dei secoli XIX e XX ed è sotto questo aspetto, importante per la conoscenza della produzione iconografica dell'isola in quel periodo.

### Opere d'arte
- Altare maggiore, opera dell'architetto piemontese Giacomo Galfrè[5][6] (nonno di Salvatore Satta). L'altare, ampliato nel 1932, durante i lavori degli anni 2000-2006 è stato privato di alcuni elementi originari, come il tempietto circolare centrale in seguito alla manomissione del presbiterio. È stato riportato al suo aspetto originario nel 2019.
- pulpito in marmo, opera attribuite a Francesco Cucchiari e Michele Fiaschi (1850-1854); gli stessi che nel 1843, erano intervenuti nell'altare maggiore della Chiesa di Sant'Ignazio di Loyola a Oliena[7];
- Acquansantiere opera dello scultore senese Antonio Rossi (1850 circa);
- Gesù tra i dottori, dipinto attribuito alla scuola di Luca Giordano;
- Madonna della Neve di Salvatore Ghisaura, 1860;
- Sacra Famiglia con angeli del cagliaritano Antonio Caboni (1845-1850);
- Una statua lignea di Cristo deposto appartenente alla confraternita di Santa Croce, fondata nel 1579[8];
- Via Crucis, dipinti di Carmelo Floris e Giovanni Ciusa Romagna, 1953;
- Deposizione (1964) e I discepoli di Emmaus (1972) di Bernardino Palazzi;
- Fonte battesimale risalente al 1756 e proveniente dalla precedente cattedrale, già pievania fin dal XIV secolo[9];
- Statua della "dormitio Mariae", di fattura settecentesca, probabilmente proveniente dalla vecchia cattedrale;
- Statua lignea di S. Giovanni Battista, proveniente dalla seicentesca chiesa omonima ormai scomparsa.
- Bussola lignea (1911) realizzata dalla ditta Clemente di Sassari, massimi esponenti del Liberty in Sardegna, nel campo della falegnameria.
- Statua della Vergine addolorata, fatta realizzare nel 1758 dal penultimo pievano di Nuoro, don Luigi Satta.